# Gomal-Pass
Der Gomal-Pass, auch Gumal-Pass, verbindet Pakistan und Afghanistan und es ist der einzige Gebirgspass, der etwa mittig zwischen dem Khyber-Pass im Norden und dem Bolan-Pass im Süden liegt. Er befindet sich im südöstlichsten Teil von Wasiristan. Seinen Namen bekam er durch den naheliegenden Gomal-Fluss.
Die Passroute führt entlang des Gomal-Flusstals in der North-West Frontier Province Pakistans. Der Pass verbindet die Ortschaften Ghazni in Afghanistan mit Tānk und Dera Ismail Khan in Pakistan über Domandi und Kot Murtaza. Der Pass ist eine alte Handelsstraße der nomadischen afghanischen Händler, der sogenannten Powindahs, die zwischen Kabul und Kandahar leben. Der Pass war bis 1889 nicht bekannt. Nach der im Jahre 1894 stattgefundenen Waziristan-Expedition übernahmen britische Truppen das Gebiet um Gomal.
Heutzutage unterliegt der Eintritt von Afghanistan nach Pakistan über diesen Pass Beschränkungen.
Dies hängt vermutlich damit zusammen, dass Afghanistan nach Ablauf des hundertjährigen Durand-Abkommens im Jahre 1993, bei dem eine Grenzlinie, die Durand-Linie festgelegt wurde, wieder auf einer Rückgabe von Gebieten der North-West Frontier Province, der Stammesgebiete unter Bundesverwaltung (FATA) und des Nordostens Belutschistans von Pakistan besteht. Diese Rückgabeforderung hat Pakistan stets ablehnt. Aus diesem Grund gibt es heute keine offizielle Grenze zwischen den beiden Ländern.